# 사회 통합

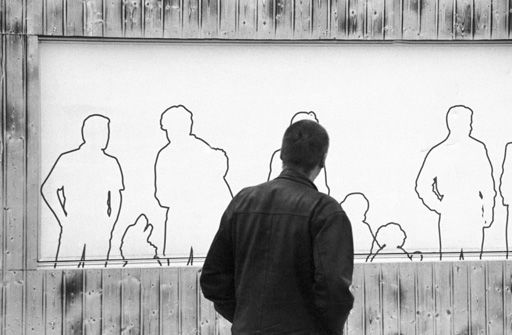

사회 통합(社會統合, 영어: Social integration)은 이질적이고 다양한 사람들로 이루어지는 사회 구성원이 정체성을 갖도록 통합하는 일이다. 통합이 이루어지지 않으면, 갈등과 대립이 폭동과 소요로 나타나게 된다.

## 정의
세계화가 급속히 진행됨에 따라 상품 뿐 아니라 사람과 문화까지도 국경을 넘나드는 추세가 가속되고 있어, 인종, 종교, 문화적 갈등과 대립을 방지하고 문화 다양성을 보호하고 증진시키는 일이 필요하다. 세계는 빈부격차의 확대, 종교 분쟁 등 문화 다양성을 위협하는 일에 직면해 있어, 소통하고 문화 다양성을 인정하여 이런 세계화로 인한 문화 발전이 정체할 위험으로부터 해결하는 일이다.

## 지역별
미국이나 캐나다는 국가 출범 초기부터 다양한 인종과 문화가 뒤섞여 형성되었다.
유럽에서도 여러 문화가 유입되어 형성된 국가인 네델란드, 영국, 프랑스와 독일 등의 나라에서는, 이주 집단간 상이점을 해소하고, 평등한 노동, 고용, 교육을 통한 기본적인 자질을 키워주는 조치를 통해 경제적 사회 통합 개선 계획을 추진하고 있다.
대한민국에서는 1990년대 이후 이주 노동자들의 유입과 2000년대 이후 국제결혼에 따른 결혼 이주 여성 증가, 그리고 북한 경제난으로 인한 북한 새터민이 지속적으로 증가해오고 있다.
지역 갈등, 진보와 보수간 이념 갈등, 세대, 소득과 부의 양극화로 인한 계층 갈등을 통로를 만들어 수렴하고, 해소하여 건전한 사회를 유지하는 일을 뜻하며, 다음과 같은 방법이 있다.
- 민주주의의 지속적인 발전을 통한 사회 통합력 신장
- 권력분산, 견제와 균형을 보장하기 위한 제도
- 정부의 청렴성, 민의대응성 및 효율성을 높임
- 시민참여 거버넌스 도입 확산
- 사회 지도층의 공정사회 만들기 운동 주도
- 정당개혁, 국회 운영 쇄신

## 같이 보기
- 사회 연대
- 단문화주의 & 다문화주의
- 사회통합위원회